# Iso-Puntari
Iso-Puntari är ett sund i Finland. Det ligger i Nystad i landskapet Egentliga Finland, i den sydvästra delen av landet, 200 km väster om huvudstaden Helsingfors.
Iso-Puntari ligger mellan ön Varesmaa i norr och halvön Keitonpää i söder. Sundet förbinder fjärdarna Lautvesi i sydöst med Koivistonaukko i nordväst.